# Trevor Hitchen
Trevor Hitchen (sinh ngày 25 tháng 9 năm 1926) là một cựu cầu thủ bóng đá người Anh thi đấu ở Football League cho Southport và Oldham Athletic. Ông cũng được bổ nhiệm làm cầu thủ-huấn luyện viên tại Wigan Athletic, ghi 7 bàn trong 37 trận ở Lancashire Combination tại mùa giải 1957–58. Ông kết thúc sự nghiệp tại Formby, nơi mà sau đó ông trở thành chủ tịch.